# Herman Sándor (statisztikus)
| Herman Sándor                             | Herman Sándor                                                                                 |
| Kattints az alábbi külső linkek egyikére! | Kattints az alábbi külső linkek egyikére!                                                     |
| ----------------------------------------- | --------------------------------------------------------------------------------------------- |
| Nem található szabad kép.(?)              |                                                                                               |
| külső link · jogvédett                    | Herman Sándor. A Pécsi Egyetemi Almanach, 1367–2019 fotója.                                   |
| külső link · jogvédett                    | Elhunyt Dr. Herman Sándor, CSc, címzetes egyetemi docens (1952-2024) PTE KTK. 2024. július 4. |

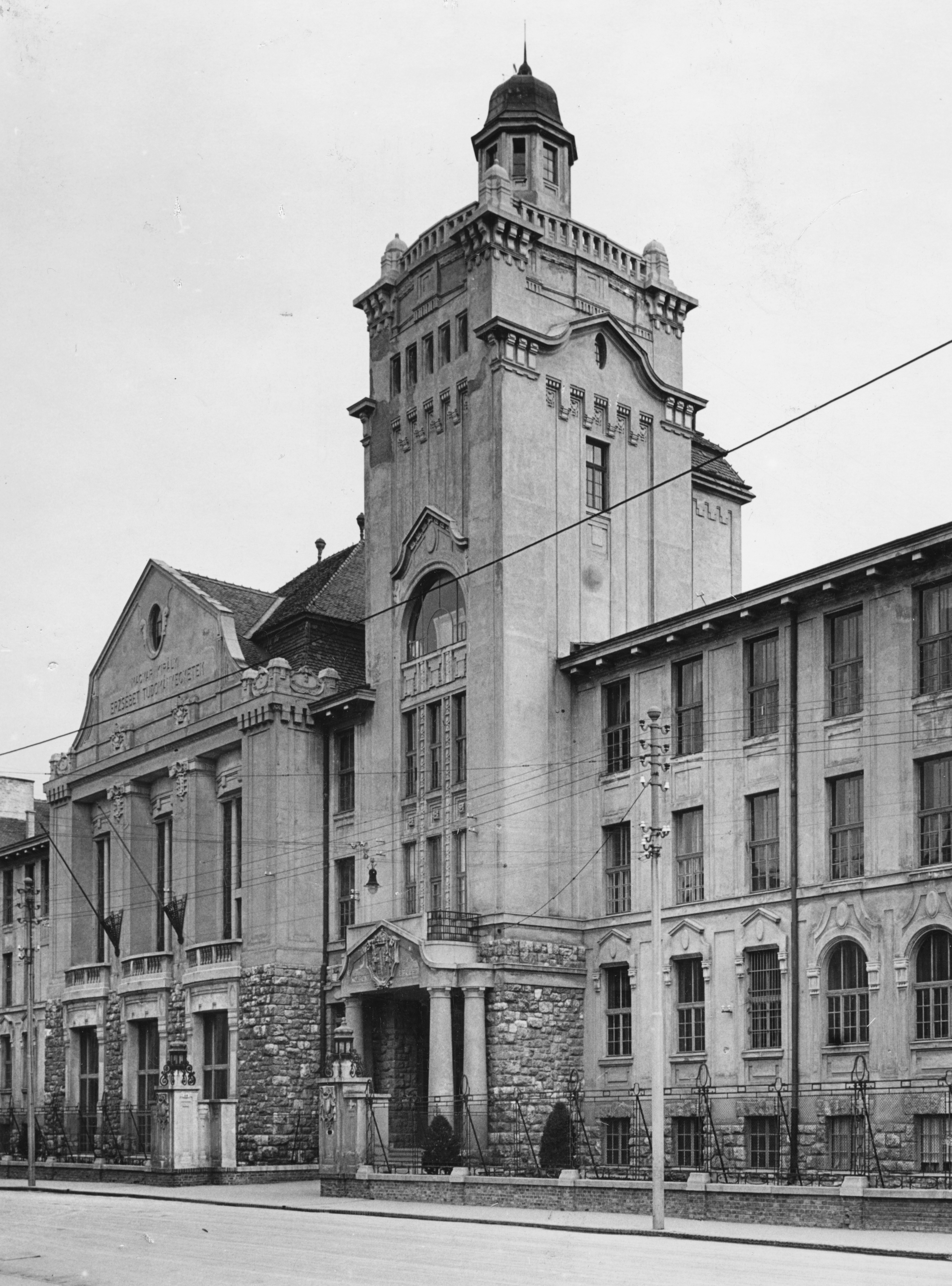
1976–2016 között a Pécsi Tudományegyetemen tanított

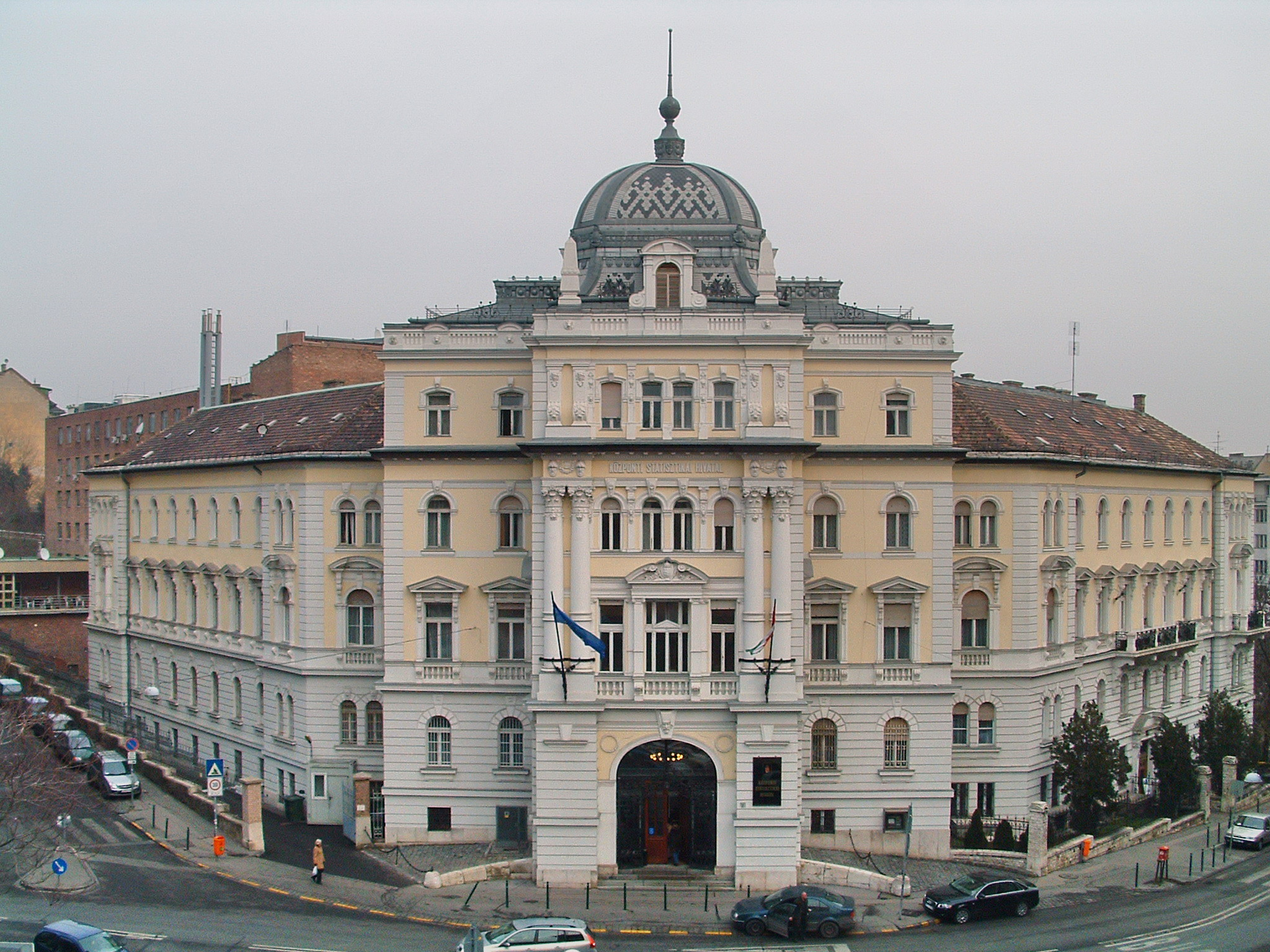
Magyar Statisztikai Társaságnak két cikluson keresztül (1991-1997) alelnöke, majd ugyancsak két cikluson keresztül elnöke (1997-2003)

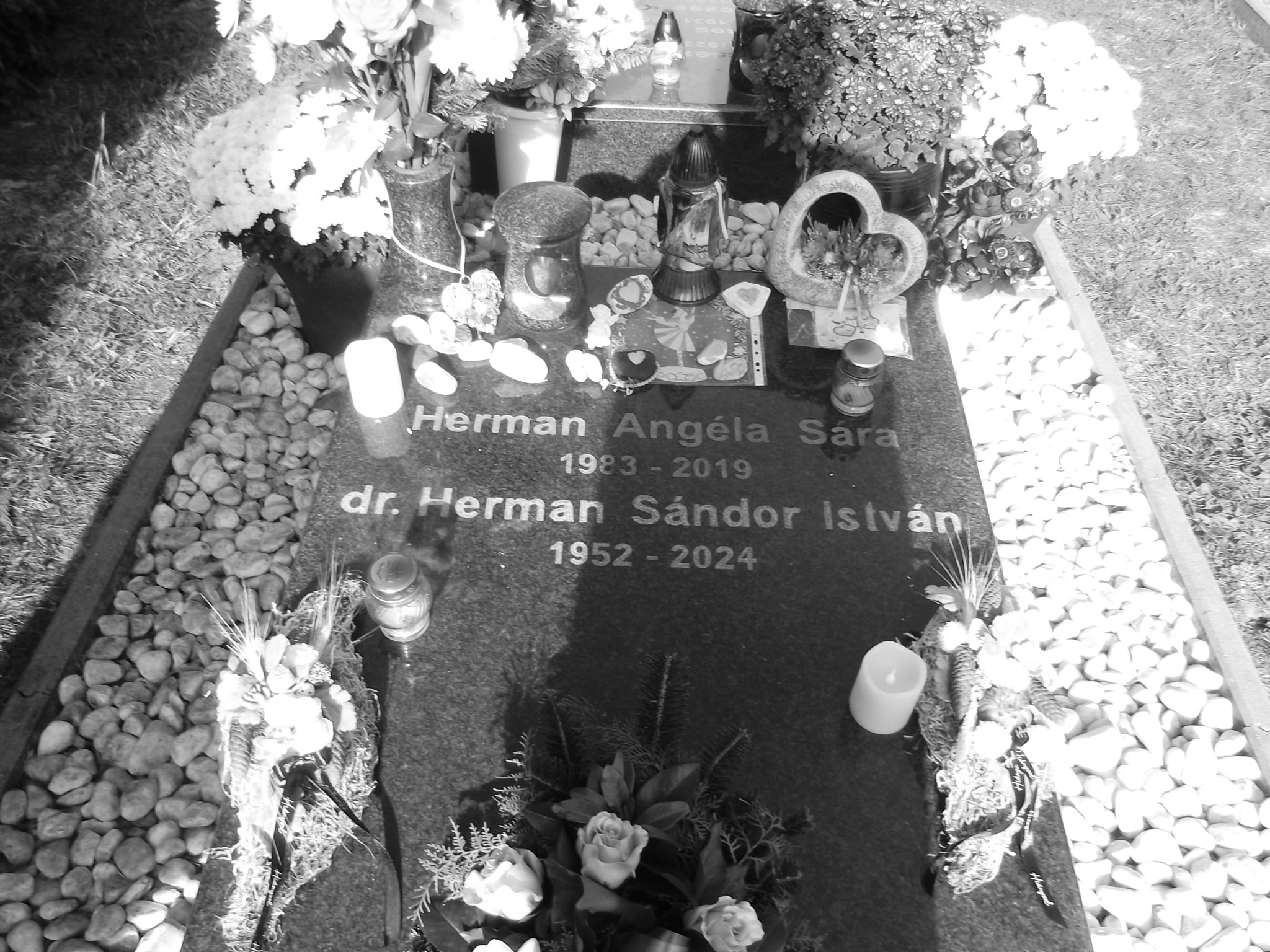
Herman Sándor (statisztikus) és Sára leányának a sírja a Pécsi Köztemetőben

Herman Sándor István (Szőny, 1952. november 5. – Tata, 2024. június 30.) magyar statisztikus, egyetemi docens, tanszékvezető a Pécsi Tudományegyetem Közgazdaságtudományi Karán, a Magyar Statisztikai Társaságnak volt elnöke.

## Élete
Gyermekkorát Nagyigmándon töltötte. Középfokú tanulmányait Pannonhalmán a Bencés Gimnáziumban végezte, ahol tanárai a keresztény ember formálása során nagy hangsúlyt fektettek a magas színvonalú oktatásra, az összetartó közösségek építésére, a művészet és a sport szeretetére. Az érettségit és a sorkatonai szolgálatot követően, 1972 szeptemberében iratkozott be közgazdász hallgatóként az akkor még MKKE Kihelyezett Tagozatára (a Pécsi Tudományegyetem KTK jogelődjére), hogy ezt követően több mint fél évszázadon keresztül hű maradjon az intézményhez, akármilyen névváltoztatásokon és átszervezéseken esett is az át.
1976. augusztustól 2016. augusztusig volt a Kar alkalmazottja, ez volt az első és egyetlen főállású munkahelye. Nem volt KISZ tag és mivel Pannonhalmán tanult, az egyetemi pártbizottság meg akarta akadályozni, hogy az egyetemen tanítson. Nyitrai Ferencné, aki akkor a KSH iparstatisztikai főosztályát vezette és mellékállásban a PTE KTK Statisztika Tanszékén oktatott, megvédte Herman Sándort, aki így taníthatott az egyetemen. Végig járta a ranglétrát: tanársegédként, adjunktusként, majd az 1988-ban sikerrel megvédett kandidátusi disszertációt követően egyetemi docensként oktatta a statisztika tárgyköreit közgazdászhallgatók generációinak. 
Nyugdíjazása után sem szakadt el a Kartól, haláláig „visszajárt” mint doktori cselekmények résztvevője. Kutatási területe, a változó szezonalitás modellezése predesztinálta arra, hogy már az 1980-as évek elején – akkor szokatlan módon -, rendkívül komoly informatikai (akkori szóhasználattal számítástechnikai) támogatással építse modelljeit, végezze elemzéseit. Több tucat tudományos folyóiratcikk, több, mint 10 szakkönyv, illetve könyvrészlet fémjelzi munkásságát. Ezek közül is kiemelkedik a tanszéki szerzőtársakkal közösen írt, első magyar ökonometria tankönyv (Ökonometriai alapvetés, Tankönyvkiadó 1987), ami attól unikális, hogy akkor született, amikor az ökonometriát még „burzsoá áltudománynak” bélyegezték. Vallotta, hogy a statisztika korrekt alkalmazása elengedhetetlen fontosságú a világ, a társadalom és gazdaság folyamatainak megértéséhez. Az általa oktatott tantárgyak: statisztika I; II; III és idősori módszerek.
Az oktatás-kutatás mellett az intézménymenedzsmentben is fontos feladatokat vállalt. Több mint 10 éven keresztül volt a Statisztika Tanszék vezetője, ahol – messze korát megelőzve – óriási hangsúlyt fektetett a szakmai programok mellett, a közösség- és network-építésre. Több cikluson keresztül volt a Janus Pannonius Tudományegyetem szenátora, évekig volt kollégium-igazgató, nyugdíjazásáig betöltötte a Kari Fegyelmi Bizottság elnöki pozícióját.
Az Egyetem mellett két további területen is kiemelkedőt alkotott. Első ügyvezetője volt a pécsi Kolping Képzési Kft-nek, ebben a minőségében a rendszerváltás időszakában motorjává vált a magyarországi Kolping mozgalom újjáélesztésének. Elkötelezettségét tucatnyi képzés tartalmának kidolgozása, logisztikájának megszervezése és munkaerőpiaci elismertetése bizonyítja. „Menedzseri” teljesítményének maradandó eredménye az alsópáhoki Kolping Hotel, ahol sokezer kisgyermekes család lelt pihentető élményekre és amely méltán lett 2022-ben az Év Szállodája. A statisztikát nemcsak egyetemi oktatóként művelte, hanem a civil statisztikus közösség építését is kiemelt feladatának tekintette.
A Magyar Statisztikai Társaságnak két cikluson keresztül (1991-1997) alelnöke, majd ugyancsak két cikluson keresztül elnöke (1997-2003) volt, tudományos rendezvények, jól sikerült konferenciák szervezésében működött közre. Elévülhetetlen érdemei vannak abban, hogy volt időszak, amikor az A Magyar Statisztikai Társaság az ország legnagyobb taglétszámú civil közössége volt, számos máig tartó szakmai kapcsolat, barátság kialakulásánál bábáskodott.
Sára leányával a Pécsi Köztemetőben nyugszik. XXIV/a. parcella VI. sor 13. számú urnasírbolt.

## Legfontosabb publikációi
- A változó idényszerűség meghatározása analitikus módszerrel. Statisztikai Szemle. (1979) 12. sz.[4]

- Számítógépes feldolgozás a pécsi felsőoktatási intézmények felvételi vizsgáin. (társszerzők: Korinek László, Csébfalvi György, Pintér, József) Felsőoktatási Szemle. (1980). 5. sz.[5]

- Tartalékaink a sertésvertikumban. (társszerző Herich György) Gazdálkodás. (1980) 2. sz.[6]

- Nagyvárosi áruszállítási rendszer gyakorlati szervezésének tapasztalatai. (társszerzők: Dobay Péter, Poór József) Kereskedelmi Szemle. (1981) 8-9. sz.[7]

- Kiszállítási fordulótervek készítése kézi módszerekkel (konténer szállítás) (társszerzők: Dobay Péter, Poór, József) Kereskedelmi Szemle. (1981) 11. sz.[8]

- A gazdasági konjunktúra vizsgálata ökonometriai módszerekkel. Budapest, Magyarország. Akadémiai Kiadó (1982)

- A csütörtöki meghosszabbított nyitvatartás hatásainak tükröződése a fogyasztói magatartásban. Kereskedelmi Szemle. (1982) 2. sz.[9]

- A szezonalitás vizsgálat statisztikai módszerei. (társszerző: Varga József) Statisztikai Szemle. (1983) 3. sz.[10]

- A szezonalitás vizsgálat statisztikai módszerei. IGK Prodinform. Budapest. 1985/4.

- Példatár az Általános statisztika c. tárgyhoz 1. (Társszerzők: Melega Tiborné, Szarvas, Beatrix, Róth, Józsefné) Budapest. Tankönyvkiadó (1985)

- Példatár az Általános statisztika c. tárgyhoz 2. (Társszerzők: Melega Tiborné, Szarvas, Beatrix, Róth, Józsefné) Budapest. Tankönyvkiadó (1985)

- A szakképzettségi szint elemzése. Statisztikai Szemle. (1985)

- A beruházási ciklus tompulásáról. (társszerző: Rappai Gábor) Bankszemle. (1987)

- A kereskedelmi szálláshelyek vendégforgalmában mutatkozó szezonalitás tendenciáinak területi elemzése. Területi Statisztika, 1987/4-5-6. sz.

- A változó szezonalitás dekompozíciós elemzése és közgazdasági vonatkozásai. Kandidátusi értekezés. MTA. Fokozatszerzés éve: 1987.[11]

- Ökonometriai alapvetés. (társszerzők: Hajdu Ottó, Pintér József, Rédey Katalin) Budapest. Tankönyvkiadó (1987)

- Statisztika I. (társszerzők: Hajdu Ottó, Pintér József, Rappai Gábor, Rédey Katalin) Pécs. JPTE (1994)

- Statisztika II. (társszerzők: Hajdu Ottó, Pintér József, Rappai Gábor, Rédey Katalin) Pécs. JPTE (1994)

- Az alacsonyan aggregált statisztikai adatok elemzésének néhány kérdése. Statisztikai Szemle. (2002)

- Statistik in unteraggregierten Datenbasen. (2002) In: Statistische Woche 2001/.- Wien: Bundeskanztleramt Statistik Austria, 2002.

- Marketing és menedzsment a civil szférában egy hotelprojekt példáján. (társszerzők: Baldauf Csaba, Moritz Werner) Marketing és Menedzsment. (2002)

- Az általánosított Poisson eloszlás új bayesianusi becslése. (társszerző: Anwar Hassan) Szigma. (2003)

- A kereskedelmi szálláshelyek település szintű adatainak hasznosítása. Területi Statisztikai. (2005)

- Szakmai döntések bizonytalan helyzetekben I. Élet és Tudomány. (2011) 7. sz.[12]

- Szakmai döntések bizonytalan helyzetekben II. Élet és Tudomány. (2011) 9. sz.[13]